# Поликарп I Цариградски
Поликарп I Византијски (грч. Πολυκαρπος) је био епископ Византиона у периоду од 71. до 89. године.
Након што је пуне три године био упражњен епископски трон, Поликарп је изабран за епископа као наследник Онисима 71. године. На том месту служио је осамнаест година, све до његове смрти у 89. године. Последњих осам година, након 81. године, живео је у време прогона хришћана од стране цара Домицијана. Његове мошти, као и његових претходника, чувају се у саборном храму у Аргироуполису.